# Hamburg-Neuengamme
 For alternative betydninger, se Neuengamme koncentrationslejr.
Neuengamme er en bydel i Bezirk Bergedorf i den tyske bystat Hamborg. Bydelen ligger i marskområdet ved Elben.
I 2007 havde bydelen et indbyggertal på 3.459 og et areal på 18,6 km² med 168 personer/km². 17,7% var børn under 18 år, og 20,2% var 65 år eller ældre. 2,3% var indvandrere. 54 var registreret som ledige.
Fra december 1938 til maj 1945 husede bydelen Neuengamme koncentrationslejr. Den havde huset 106.000 fanger. Omkring halvdelen af dem døde.

## Ekstern henvisning
- Wikimedia Commons har flere filer relateret til Hamburg-Neuengamme

53°26′47″N 10°13′19″Ø / 53.44639°N 10.22194°Ø